# Escrutínio
Escrutínio (francês: scrutin; latim tardio: scrutinium; de scrutari, que significa "aqueles que vasculham pilhas de lixo na esperança de encontrar algo de valor" e originalmente do latim "scruta", que significa "coisas quebradas, trapos ou lixo") é um processo de exame ou investigação minucioso. Pode ser aplicado a qualquer assunto, mas é mais comumente usado em contextos políticos ou eleitorais. No contexto político, o escrutínio geralmente se refere à observação ou avaliação crítica das ações ou políticas de um governo ou de seus agentes. Também pode se referir ao processo de votação em uma eleição. Na época romana, os "scrutari" das cidades e vilas eram aqueles que laboriosamente procuravam objetos de valor em meio ao desperdício e ao desperdício de outros. O "escrutínio" do inglês moderno deriva desta raiz, indicando um exame ou investigação cuidadosa (muitas vezes implicando a busca por um erro oculto, distorção ou incongruência).
A palavra é aplicada especificamente na primitiva Igreja Católica Romana ao exame dos catecúmenos ou daqueles que estavam sendo instruídos na fé. Eles aprenderam o Credo e a Oração do Pai Nosso, foram examinados e exorcizados antes do batismo . Os dias de escrutínio variaram em diferentes períodos, de três a sete. Por volta do início do século XII, quando se tornou habitual batizar as crianças logo após o seu nascimento, em vez de em épocas determinadas (Páscoa e Pentecostes), a cerimónia de escrutínio foi incorporada à do próprio batismo.
Atualmente, existem três momentos para que ocorram os escrutínios: o 3º, o 4º e o 5º domingos da Quaresma. Estas são feitas em público diante de toda a congregação, e os candidatos são demitidos antes da Oração dos Fiéis . Somente em circunstâncias graves os escrutínios podem ser dispensados, e só então pelo Ordinário local (que pode dispensar apenas dois, no máximo). Os escrutínios são inteiramente destinados aos catecúmenos (ou seja, aqueles que vão receber o Batismo, a Comunhão e a Confirmação).
Escrutínio também é um termo aplicado a um método de eleição de um papa na Igreja Católica, em contraposição a dois outros métodos, aclamação e adesão. Na lei eleitoral, o escrutínio é o exame cuidadoso dos votos emitidos após o candidato vencido ter apresentado uma petição reivindicando o assento e alegando que possui a maioria dos votos legais. Cada votação é tratada separadamente, sendo previamente comunicada por uma das partes à outra, os votos contestados e os fundamentos da oposição.